# Banu l-Daya
Els Banu d-Daya foren una dinastia d'emirs que va governar Xaizar del 1157 al 1236.
L'agost del 1157 Xaizar fou destruïda per un terratrèmol que va matar a la major part dels dirigents del clan dels Banu Múnqidh reunits en un banquet en un edifici que es van enfonsar. L'emir Taj-ad-Dawla Muhàmmad va morir amb tota la seva família, de la qual només se'n va salvar la seva esposa. Per impedir la conquesta de Xaizar pels croats, el zengita Nur-ad-Din va córrer a Xaizar i en va agafar la possessió, la va restaurar i la va cedir al seu germà de llet Majd-ad-Din ibn ad-Daya.
La nissaga va governar Xaizar fins al 1232/1233, quan va ser deposada pel príncep aiúbida d'Alep al-Aziz ibn adh-Dhàhir (1216-1236).